# Palácio dos Esportes
O Palácio dos Esportes é uma edificação localizada na Praça Castro Alves, na cidade de Salvador, no estado brasileiro da Bahia. O palácio de um lado e a antiga sede do jornal A Tarde (atual Hotel Fasano) noutro formaram o pórtico chamado pelos colonizadores de "Portas de Santa Luzia", na entrada para a Rua Chile.
Sua história remete ao Teatro São João, o primeiro teatro de ópera brasileiro, mas destruído por incêndio no século XX. A nova edificação foi inaugurada em 1935 e funcionou como teatro público, o qual era muito frequentado por figuras históricas como o jurista Ruy Barbosa e os ex-governadores da Bahia Otávio Mangabeira e J. J. Seabra. Naquela época ainda não era considerado "palácio" mas diante de sua importância em receber personalidades, não o fez ser menos importante. O local abrigava debates públicos, políticos, declamação de poesias, dentre outros eventos voltados à sociedade baiana.
Atualmente no espaço funciona vinte e cinco federações esportivas, daí o nome, com o intuito de agregá-las, como a Federação Baiana de Tênis de Mesa, Fundação do Esporte Amador da Bahia, Federação Bahiana de Boxe, Federação Bahiana de Atletismo, Federação Baiana de Basketball, Federação de Automobilismo da Bahia, Federação Bahiana de Capoeira, Federação Bahiana de Futebol, Federação Bahiana de Futsal, dentre outras.